# FC Galmaarden
FC Galmaarden is een Belgische voetbalclub uit Galmaarden. De club is aangesloten bij de KBVB met stamnummer 5334 en heeft zwart en wit als clubkleuren. FC Galmaarden werd opgericht op 10 januari 1950. Rivalen van de club zijn FC Herne, uit de naburige gemeente Herne, en KFCMZ Tollembeek uit de gelijknamige deelgemeente van Galmaarden.